# 248 a. C.
El año 248 a. C. fue un año del calendario romano prejuliano. En el Imperio romano se conocía como el año 506 ab urbe condita.

## Acontecimientos

### Oriente Próximo
- Comienza el Imperio parto que durará casi quinientos años, hasta el año 226.

### República romana
- Consulados de Cayo Aurelio Cota, cos. II, y Publio Servilio Gémino, cos. II, en la Antigua Roma.[1]